# Marcel Cuvelier
Pour les articles homonymes, voir Cuvelier.
Marcel Cuvelier, né le 14 mai 1924 à Glageon et mort le 6 janvier 2015 à Paris, est un acteur et metteur en scène français.

## Biographie

### Théâtre
Début 1950, il commence sa carrière de metteur en scène avec Nous avons les mains rouges, de Jean Meckert. Il poursuit la même année et l'année suivante en créant La Cantatrice chauve et La Leçon, pièces où il joue et qu'il met en scène avec l'auteur Eugène Ionesco au  Théâtre de Poche Montparnasse, puis au Théâtre de la Huchette. En 1954, il met en scène La Lettre perdue de Carragiale au Théâtre de Poche Montparnasse. Puis il adapte, met en scène, et interprète, Oblomov de Ivan Gontcharov au Studio des Champs-Élysées, etc. Il obtient en 2000 le Molière du meilleur comédien dans un second rôle pour Mon père avait raison.

### Cinéma
Il débute dans Ascenseur pour l'échafaud de Louis Malle en 1958 et aura un rôle dans de nombreux films par la suite, comme L'Aveu de Costa-Gavras en 1970, La Vérité de Henri-Georges Clouzot en 1960 avec Brigitte Bardot, Le Doulos de Jean-Pierre Melville en 1962 avec Jean-Paul Belmondo, Les Bonnes Causes de Christian-Jaque en 1963 avec Bourvil, La Guerre est finie d'Alain Resnais en 1966 avec Yves Montand, L'Héritier de Philippe Labro en 1972, et Stavisky d'Alain Resnais en 1974, etc.

### Télévision

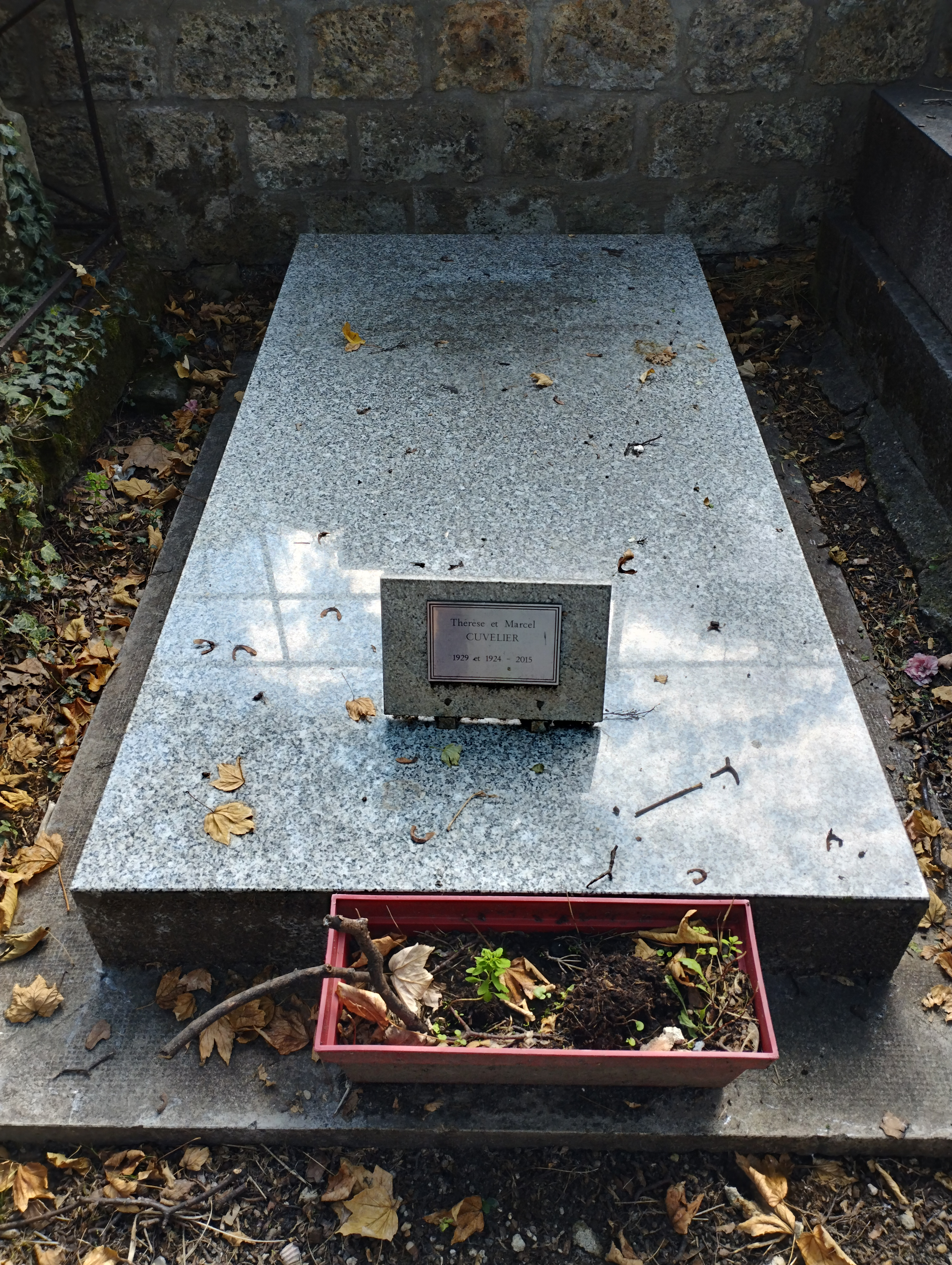
Tombe de Marcel Cuvelier du cimetière de Montmartre (division 25).

Il joue également dans de nombreux téléfims ou séries comme, Les Cinq Dernières Minutes, dans l'épisode Napoléon est mort à Saint-Mandé en 1965, dans 4 épisodes de Vidocq, dans Vipère au poing en 1971 de Pierre Cardinal, avec Alice Sapritch, dans Les Enquêtes du commissaire Maigret, entre 1984 et 1985, dans L'Affaire Marie Besnard de Yves-André Hubert en 1986, dans un épisode de PJ en 2004, etc.

### Vie privée et mort
Marié à Thérèse Quentin, ils ont une fille, Marie Cuvelier, comédienne.
Mort le 6 janvier 2015 dans le 19e arrondissement de Paris,, il est inhumé le 14 janvier au cimetière de Montmartre (division 25).

## Théâtre

### Comédien
- 1948 : Le Cirque aux illusions de René Aubert, mise en scène Jan Doat, Théâtre Mouffetard
- 1949 : La Dame d’Avignon de Jean-Charles Pichon, mise en scène France Guy, Théâtre Mouffetard
- 1950 : Nous avons les mains rouges de Jean Meckert, mise en scène Marcel Cuvelier, Théâtre Verlaine
- 1951 : La Leçon d'Eugène Ionesco, mise en scène Marcel Cuvelier, création Poche Montparnasse
- 1951 : Sacher-Masoch ou le Christ orphelin de Daniel Mauroc, mise en scène Marcel Cuvelier, Poche Montparnasse
- 1951 : Les Radis creux de Jean Meckert, mise en scène France Guy, Poche Montparnasse
- 1951 : Mort au comptant de Jean-Charles Pichon, mise en scène France Guy, Poche Montparnasse
- 1955 : L’Opéra du gueux de John Gay, mise en scène André Cellier et Gilles Léger, Poche Montparnasse
- 1957 : La Lettre perdue de Ion Luca Caragiale, mise en scène Marcel Cuvelier, Théâtre des Célestins
- 1957 : Scabreuse Aventure de Dostoïevski, mise en scène Georges Annenkov, Théâtre du Vieux Colombier
- 1959 : La Tête des autres de Marcel Aymé, mise en scène André Barsacq, Théâtre de l'Atelier
- 1959 : Un beau dimanche de septembre d'Ugo Betti, mise en scène André Barsacq, Théâtre de l'Atelier
- 1959 : La Punaise de Vladimir Maïakovski, mise en scène André Barsacq, Théâtre de l'Atelier
- 1960 : Piège pour un homme seul de Robert Thomas, mise en scène Jacques Charon, Théâtre des Bouffes-Parisiens
- 1960 : Les Joies de la famille de Philippe Hériat, mise en scène Claude Sainval, Comédie des Champs-Élysées
- 1961 : Piège pour un homme seul de Robert Thomas, mise en scène Jacques Charon, Théâtre des Célestins
- 1961 : La Grotte de Jean Anouilh, mise en scène de l'auteur et Roland Piétri, Théâtre Montparnasse
- 1962 : Le roi se meurt d'Eugène Ionesco, mise en scène Jacques Mauclair, Théâtre de l'Alliance française
- 1963 : Oblomov d'Ivan Gontcharov, adaptation et mise en scène Marcel Cuvelier, Studio des Champs-Elysées
- 1964 : Jacques le fataliste de Henry Mary d'après Diderot, mise en scène Edmond Tamiz, Théâtre Récamier
- 1966 : Zoo Story d'Edward Albee, mise en scène Daniel Emilfork et Laurent Terzieff, Théâtre de Lutèce
- 1967 : La Sonate des spectres d'August Strindberg, mise en scène Jean Gillibert, Théâtre de l'Alliance française
- 1968 : La Leçon d'Eugène Ionesco, mise en scène Jacques Mauclair, Festival de la Cité Carcassonne, Festival de Collioure, Théâtre du Midi
- 1968 : Le roi se meurt d'Eugène Ionesco, mise en scène Jacques Mauclair, Festival de la Cité Carcassonne Théâtre du Midi
- 1968 : Demain une fenêtre sur rue de Jean-Claude Grumberg, mise en scène Marcel Cuvelier, Théâtre de l'Alliance française
- 1969 : Demain une fenêtre sur rue de Jean-Claude Grumberg, mise en scène Marcel Cuvelier, Théâtre des Célestins
- 1970 : L'Augmentation de Georges Perec, mise en scène Marcel Cuvelier, Théâtre de la Gaîté-Montparnasse
- 1970 : Marie Tudor de Victor Hugo, mise en scène Georges Werler, Théâtre de l'Est parisien
- 1973 : Le Cochon noir de Roger Planchon, mise en scène de l'auteur, TNP Villeurbanne
- 1975 : La Mouette d'Anton Tchekhov, mise en scène Lucian Pintilie, Théâtre de la Ville
- 1978 : Le Pont japonais de Leonard Spigelgass, mise en scène Gérard Vergez, Théâtre Antoine
- 1983 : La Prise de l'école de Madhubaï d'Hélène Cixous, mise en scène Michelle Marquais, Petit Odéon
- 1985 : Ma femme d'Anton Tchekhov, mise en scène Marcel Cuvelier, Poche Montparnasse
- 1986 : L'Avare de Molière, mise en scène Roger Planchon, TNP Villeurbanne, Théâtre Mogador
- 1987 : L’Hurluberlu de Jean Anouilh, mise en scène Gérard Vergez, Théâtre du Palais-Royal
- 1989 : Comme tu me veux de Luigi Pirandello, mise en scène Maurice Attias, Théâtre de la Madeleine
- 1990 : Comme tu me veux de Luigi Pirandello, mise en scène Maurice Attias, Théâtre des Célestins
- 1990 : Je ne me souviens plus de rien d’Arthur Miller, mise en scène Marcel Cuvelier, Théâtre du Tourtour
- 1994 : Les Quatre Lundis de Darnetal de Marcel Cuvelier, mise en scène de l’auteur, Théâtre de la Huchette
- 1995 : Fin de partie de Samuel Beckett, mise en scène Armand Delcampe, Théâtre de l'Atelier
- 1996 : Fin de partie de Samuel Beckett, mise en scène Armand Delcampe, Théâtre des Célestins, tournée
- 1997 : Bel-Ami de Pierre Laville d'après Guy de Maupassant, mise en scène Didier Long, Théâtre Antoine
- 1998 : Mon père avait raison de Sacha Guitry, mise en scène Jean-Claude Brialy, Théâtre des Célestins
- 1999 : Mon père avait raison de Sacha Guitry, mise en scène Jean-Claude Brialy, Théâtre des Bouffes-Parisiens
- 2002 : Histoires de On de Jean-Claude Grumberg, mise en scène Marcel Cuvelier, Théâtre de la Huchette
- 2004 : Paris vaut bien une messe de Robert Reverger, mise en scène Marcel Cuvelier, Théâtre de la Huchette
- 2004 : S'agite et se pavane d'Ingmar Bergman, mise en scène Roger Planchon, Théâtre Comedia
- 2005 : Landru de Laurent Ruquier, mise en scène Jean-Luc Tardieu, Théâtre Marigny
- 2010 : L'Infâme de Roger Planchon, mise en voix Jacques Rosner, Théâtre Ouvert

### Metteur en scène
- 1950 : Nous avons les mains rouges de Jean Meckert, Théâtre Verlaine
- 1951 : La Leçon d'Eugène Ionesco, création Poche Montparnasse
- 1951 : Sacher-Masoch ou le Christ orphelin de Daniel Mauroc, Poche Montparnasse
- 1952 : La Leçon d'Eugène Ionesco, Théâtre de la Huchette
- 1953 : L'Alchimiste (The Alchemist) de Ben Jonson, Poche Montparnasse
- 1954 : La Lettre perdue de Ion Luca Caragiale, Poche Montparnasse
- 1955 : Le Jeu de l’amour et de la mort de Romain Rolland, Poche Montparnasse
- 1963 : Oblomov d'Ivan Gontcharov, Studio des Champs-Elysées
- 1968 : Demain une fenêtre sur rue de Jean-Claude Grumberg, Théâtre de l'Alliance française
- 1968 : ...Et à la fin était le bang de René de Obaldia, Théâtre des Célestins
- 1970 : L'Augmentation de Georges Perec, Théâtre de la Gaîté-Montparnasse
- 1980 : Pour l'amour de l'humanité de Marcel Cuvelier, mise en scène avec Jean-Christian Grinevald, Théâtre Marie Stuart
- 1982 : L'Augmentation de Georges Perec, Théâtre de la Huchette
- 1985 : Ma femme d'Anton Tchekhov, Poche Montparnasse
- 1986 : Rhapsodie-Béton de Georges Michel, Théâtre de la Huchette
- 1987 : Lettre d'une inconnue d'Alain Laurent d'après Stefan Zweig, Théâtre de la Huchette
- 1990 : Je ne me souviens plus de rien d’Arthur Miller, Théâtre du Tourtour
- 1994 : Les Quatre Lundis de Darnetal de Marcel Cuvelier, Théâtre de la Huchette
- 1995 : Lillian de William Luce d'après Une femme inachevée de Lillian Hellman, Théâtre du Tourtour
- 1996 : Théâtre en miettes d'Eugène Ionesco, Théâtre de la Huchette
- 1999 : Le Domaine des femmes de Marcel Cuvelier d'après Anton Tchekhov, Théâtre de la Huchette
- 2002 : Histoires de On de Jean-Claude Grumberg, Théâtre de la Huchette
- 2004 : Paris vaut bien une messe de Robert Reverger, Théâtre de la Huchette

### Auteur
- 1980 : Pour l'amour de l'humanité de Marcel Cuvelier, mise en scène Marcel Cuvelier et Jean-Christian Grinevald, Théâtre Marie-Stuart
- 1999 : Le Domaine des femmes de Marcel Cuvelier d'après Anton Tchekhov, Théâtre de la Huchette

## Filmographie

### Cinéma
- 1958 : Ascenseur pour l'échafaud de Louis Malle : le réceptionniste du motel
- 1959 : Les Affreux de Marc Allégret
- 1960 : On n'enterre pas le dimanche de Michel Drach
- 1960 : La Vérité d'Henri-Georges Clouzot
- 1962 : Le Combat dans l'île d'Alain Cavalier
- 1962 : Le Doulos de Jean-Pierre Melville : A police inspector
- 1963 : Les Bonnes Causes de Christian-Jaque : Le secrétaire de Cassidi
- 1966 : La Guerre est finie d'Alain Resnais : Un inspecteur / Fourth Inspector
- 1966 : Roger La Honte  (Trappola per l'assassino) de Riccardo Freda : Le médecin
- 1967 : Le Grand Meaulnes de Jean-Gabriel Albicocco : Monsieur Seurel
- 1970 : L'Aveu de Costa-Gavras : Josef Pavel
- 1973 : L'Héritier de Philippe Labro : Le Ministre
- 1973 : Kamouraska de Claude Jutra : Jérôme
- 1974 : Le Beau Samedi de Renaud Walter
- 1974 : Stavisky... d'Alain Resnais : Inspecteur Boussaud
- 1975 : La Brigade de René Gilson : L'avocat Arnaud
- 1977 : Les Ambassadeurs de Naceur Ktari : Pierre
- 1980 : L'Œil du maître de Stéphane Kurc : Le député
- 2003 : Laisse tes mains sur mes hanches de Chantal Lauby : Robert, joueur de belote
- 2007 : 72/50 d'Armel de Lorme et Gauthier Fages de Bouteiller
- 2008 : Aide-toi, le ciel t'aidera de François Dupeyron

### Télévision
- 1962 : Le Théâtre de la jeunesse : La Fille du capitaine d'Alain Boudet : Le médecin
- 1965 : Les Cinq Dernières Minutes : Napoléon est mort à Saint-Mandé de Claude Loursais : Guillaume Heyrieux
- 1965 : Le Bonheur conjugal série de Jacqueline Audry : Le vagabond
- 1965 : Le train bleu s'arrête 13 fois, épisode Lyon, marché en main de Michel Drach : Le médecin directeur
- 1965 : Les Jeunes Années, épisode 6 de Joseph Drimal : Le proviseur
- 1966 : L'Écharpe d'Abder Isker : Le père Acqualina
- 1966 : Les Compagnons de Jéhu de Michel Drach : L'avocat principal
- 1966 : Monsieur Robert-Houdin de Robert Valey : Jean-Eugène Robert-Houdin
- 1966 : Beaumarchais ou 60000 fusils de Marcel Bluwal : Gudin
- 1967 : Valmy de Jean Chérasse & Abel Gance
- 1967 : Lagardère de Jean-Pierre Decourt : le roi Philippe V d'Espagne
- 1967 : L'Affaire Lourdes de Marcel Bluwal : Napoléon III
- 1968 : L'Orgue fantastique de Jacques Trébouta, Robert Valey : Le curé
- 1971 : Vipère au poing de Pierre Cardinal : M. Rezeau
- 1971 : Les Nouvelles Aventures de Vidocq de Marcel Bluwal : Monsieur Henry
- 1971 : Le Tribunal de l'impossible : Le Voleur de cerveau d'Alain Boudet : Docteur Povondra
- 1971 : Mesure pour mesure de William Shakespeare, réalisation Marcel Bluwal
- 1972 : L'Homme qui a sauvé Londres de Jean L'Hôte
- 1972 : La Mort d'un champion d'Abder Isker
- 1972 : Les Sanglots longs de Jean-Paul Carrère : Le commissaire
- 1972 : Ossicum 12 de Gérard Herzog : Frasse
- 1973 : William Conrad d'André Charpak
- 1973 : L'Enlèvement de Jean L'Hôte : Monseigneur
- 1974 : Eugène Sue de Jacques Nahum : Napoléon III
- 1974 : Les Oiseaux de lune, réalisation : André Barsacq en 1971 :  M. Chabert
- 1974 : Le Pain noir de Serge Moati
- 1974 : La trahison de Alain Boudet : Pierre Mériel
- 1974 : Madame Bovary de Pierre Cardinal : M. Homais
- 1975 : Les Ailes de la colombe de Daniel Georgeot : Lord Mark
- 1977 : Les Confessions d'un enfant de chœur de Jean L'Hôte : l'oncle René
- 1977 : L'Œil de l'autre de Bernard Queysanne : Le directeur de la banque
- 1977 : Bergeval père et fils série d'Henri Colpi : Marceau Bergeval
- 1977 : Les Procès témoins de leur temps, épisode : Les fusils sont arrivés de Roger Kahane : Me Briand
- 1977 : Un juge, un flic de Denys de La Patellière, première saison (1977), épisode : Flambant neuf
- 1978 : Meurtre sur la personne de la mer de Michel Subiela : Pierre Baudreville
- 1978 : Il était un musicien, épisode : Monsieur Schumann de Bernard Queysanne : Robert Schumann
- 1978 : Les Lieux d'une fugue de Georges Perec : Récitant/Narrateur (voix)
- 1978 : Les Héritiers, épisode : Photos de famille de Juan Luis Buñuel : Émile
- 1978 : Brigade des mineurs, épisode : Tête de rivière de Guy Lessertisseur : Le colonel
- 1979 : Les Amours de la belle époque, épisode : L'Automne d'une femme de Jeannette Hubert : Docteur Daumier
- 1980 : Les Dossiers éclatés, épisode : La Lame et le manche d'Alain Boudet : Commissaire Villemet
- 1980 : Vient de paraître d'Yves-André Hubert : Bourgine
- 1981 : La Vie des autres, épisode : L'Ascension de Catherine Sarrazin de Jean-Pierre Prévost
- 1981 : Le Pont japonais de Jacques Duhen : M. Arsano
- 1982 : Les Amours des années grises, épisode : Histoire d'un bonheur de Marion Sarraut : Marquis d'Aunay
- 1982 : L'Enlèvement de Ben Bella de Pierre Lefranc : Alain Savary
- 1983 : Julien Fontanes, magistrat, épisode : Perpète de Jean-Pierre Decourt
- 1983 : Diane Lanster de Bernard Queysanne : Le dermatologue
- 1983 : Deux amies d'enfance de Nina Companéez
- 1983 : L'Armistice de Juin 40 d'Hervé Baslé : Albert Lebrun
- 1983 : La Veuve rouge d'Édouard Molinaro : Rupert
- 1984 : Aveugle, que veux-tu ? de Juan Luis Buñuel
- 1984 : Irène et Fred de Roger Kahane : Paul Langevin
- 1984 : Les Enquêtes du commissaire Maigret, épisode : l'Ami d'enfance de Maigret de Stéphane Bertin : P. Paré
- 1984 : Les Enquêtes du commissaire Maigret, épisode : Maigret se défend de Georges Ferraro : Dr. Pardon
- 1985 : Stradivarius de Jacques Kirsner
- 1985 : Les Enquêtes du commissaire Maigret, série, épisode Maigret et le client du samedi de Pierre Bureau : Dr. Pardon
- 1985 : Les Enquêtes du commissaire Maigret, épisode : Le Revolver de Maigret de Jean Brard : Dr. Pardon
- 1986 : L'Affaire Marie Besnard d'Yves-André Hubert : Professeur Piedellèvre
- 1989 : Palettes série documentaire d'Alain Jaubert : Récitant / Narrateur (voix)
- 1989 : Euroflics, épisode : La Bourse ou la vie de Roger Pigaut
- 1996 : Mésaventures, épisode : Grève au-dessous de zéro de Stéphane Bertin : Manuval
- 2004 : PJ, épisode : Infiltrations de Gérard Vergez : Christian

## Distinctions
- 1998 : Nomination au Molière du comédien dans un second rôle pour Bel-Ami
- 2000 : Molière du comédien dans un second rôle pour Mon père avait raison
- Prix SACD 2000 : Prix Théâtre de la SACD